# Schloßberg (Weißenburger Alb)
Der Schloßberg ist ein 606,7 m ü. NHN hoher Zeugenberg der Weißenburger Alb, eines Teils des Mittelgebirges Fränkische Alb. Er erhebt sich größtenteils im mittelfränkischen Landkreis Roth (Bayern). Auf der Ost- bis zur Südflanke liegt mit dem gleichnamigen Dorf Schloßberg ein Ortsteil von Heideck. Der Süd- und Westfuß des teils bewaldeten Berges reicht in die Gebiete der Gemeinden Pleinfeld und Ettenstatt im Landkreis Weißenburg-Gunzenhausen. Der Berg ist aus weiten beider Landkreise sichtbar.

## Geographie

### Lage
Der Schloßberg erhebt sich Naturpark Altmühltal, etwa auf halber Strecke zwischen Heideck im Nordosten und Ettenstatt im Südwesten. Auf der Ost- bis Südflanke liegt mit dem gleichnamigen Dorf Schloßberg ein Ortsteil von Heideck, dessen Kernort knapp 3 km nordöstlich des Berggipfels liegt. Der größte Teil des Berges und auch der Berggipfel liegen auf dem Gebiet der Stadt Heideck, während sich die gesamte Westflanke auf dem Gebiet der Marktgemeinde Pleinfeld befindet und kleinere Teile der Südflanke auf dem Gebiet der Gemeinde Ettenstatt. Alle drei Gemeinden treffen sich etwa 1,2 km südwestlich des Berggipfels. Am Fuß des Berges befinden sich mit Rambach im Norden und Haag im Südwesten zwei weitere Heidecker Ortsteile, im Westen liegen mit Mannholz und im Südwesten mit Roxfeld zwei Pleinfelder Ortsteile und weit im Süden mit Reuth unter Neuhaus ein Ettenstatter Ortsteil. Der Berggipfel ist die höchste Erhebung auf dem Gebiet der Stadt Heideck, der Pleinfelder Teil der Westflanke gehört zu den höchstgelegenen Gebieten der Marktgemeinde Pleinfeld.

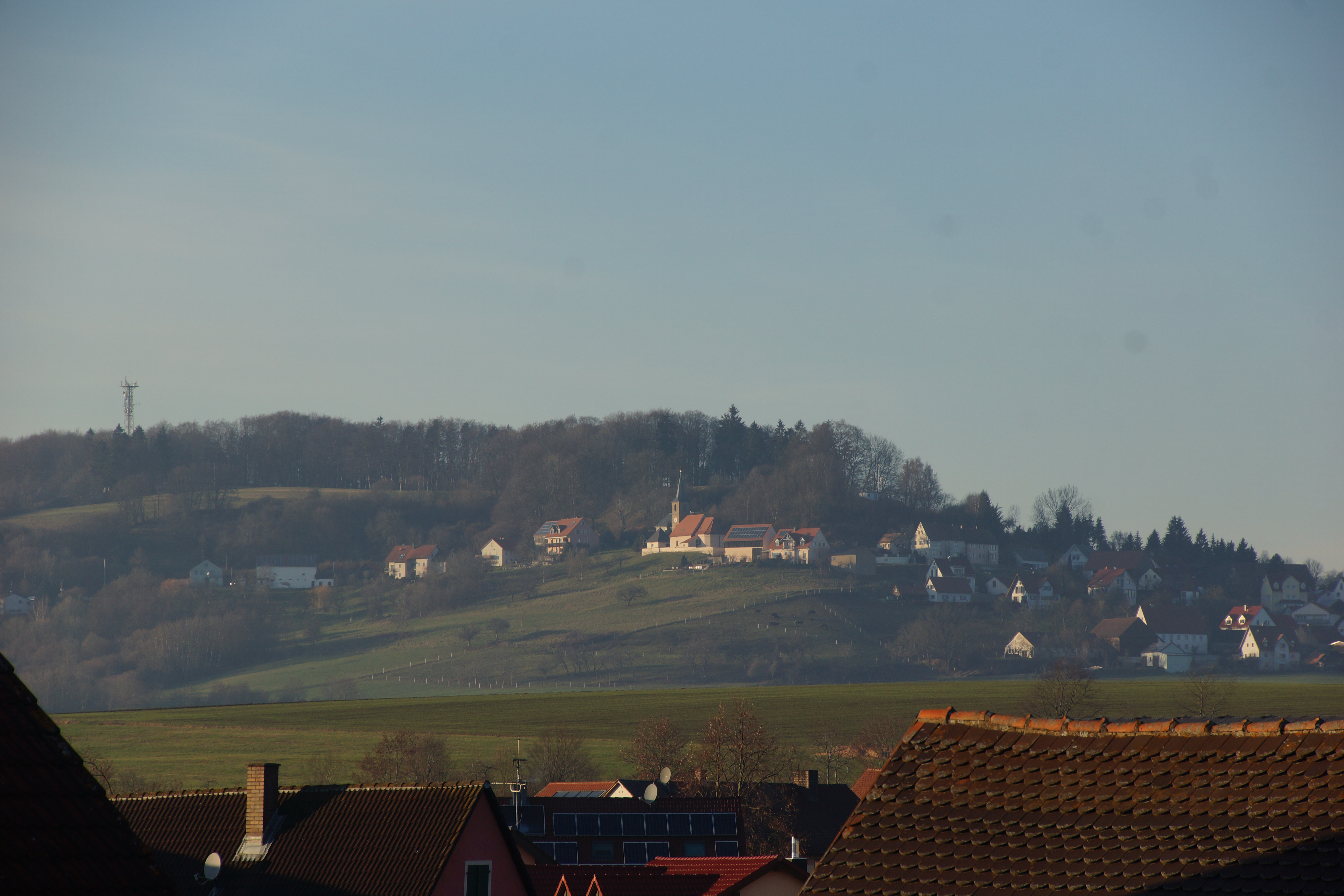
Der Ort Schloßberg, fotografiert von Laibstadt aus

Auf und nahe dem Schloßberg entspringen mehrere Fließgewässer, darunter mit dem Steinbach und dem Flurbach die Quellflüsse des Felchbachs, der Thalach-Zufluss Weschelbach sowie das Rambacher Wasser als Zufluss der westlich des Berges entstehenden und nördlich vorbeifließenden Kleinen Roth.

### Naturschutz
Der Schloßberg liegt am äußersten Nordrand des Naturparks Altmühltal. Auf dem Schloßberg liegen Teile des Landschaftsschutzgebiets Schutzzone im Naturpark Altmühltal (CDDA-Nr. 396115; 1995 ausgewiesen; 1632,9606 km² groß). Ein Teil des Waldgebiets nahe des Berggipfels ist als Naturwald ausgewiesen (3784; 0,58 Hektar).

### Naturräumliche Zuordnung
Der Schloßberg gehört in der naturräumlichen Haupteinheitengruppe Fränkisches Keuper-Lias-Land (Nr. 11), der Haupteinheit Vorland der Südlichen Frankenalb (110) und der Untereinheit Vorland der Anlauter Alb (110.4) zum Naturraum Thalach-Quellgebiet (110.40).

## Bauwerke und Verkehr
Über den Osthang des Berges führt durch das Dorf Schloßberg die Kreisstraße RH 21. Über den Berg führen zahlreiche Wald- und Wanderwege.
Auf der Gipfelregion steht ein Funkmast.
Auf dem Osthang liegt oberhalb des Dorfs Schloßberg der Burgstall der Burg Heideck (598,5 m).
An der Westflanke befindet sich eine Freilandstation aus der Zeit der Mittelsteinzeit.